# Strage di Ardea
La strage di Ardea è un caso di cronaca nera avvenuto il 13 giugno 2021 ad Ardea, in Italia.

## La sparatoria
La mattina del 13 giugno 2021, verso le ore 11:00, un uomo aprì il fuoco in un parco situato in Viale Corona Boreale ad Ardea, sparando ai passanti che stavano attraversando la zona. Furono colpiti un totale di tre individui: il settantaquattrenne Salvatore Ranieri, che venne ucciso mentre viaggiava in bicicletta, e i due fratelli David e Daniel Fusinato, rispettivamente di 5 e 10 anni, i quali morirono dopo essere stati ricoverati in ospedale. Anche una quarta persona fu attaccata, ma riuscì a fuggire senza riportare ferite. L'aggressore si allontanò velocemente dalla scena del crimine e si barricò in casa, per poi suicidarsi.
Il responsabile del massacro, il trentacinquenne Andrea Pignani, era un residente del luogo. Pignani soffriva di problemi psichici ed era noto per vari episodi violenti avvenuti in precedenza, tra cui una lite avvenuta a maggio 2020 nella quale minacciò la madre con un coltello.
La pistola semiautomatica utilizzata nella sparatoria, una Beretta 81 Cheetah, apparteneva al padre, una guardia giurata, morto mesi prima della sparatoria.
Tutte le vittime furono prese di mira in modo del tutto casuale e non avevano alcun tipo di legame con l'aggressore.